# 腸重積症
腸重積症（ちょうじゅうせきしょう、英: Intussusception）とは、小腸が大腸の中に入り込んで（逆蠕動）してイレウス（腸閉塞）を発症する病気。主に0〜3歳までの乳幼児に多く発症し男児にやや多い。発症者の80%が2歳未満であるが、まれに成人でも発症する。腸重畳症、腸重鞘症ともいう。成人の直腸重積は排便障害の原因となり得るが、直腸重積所見を有していても50%が無症状との報告がある。

## 原因
- 小児

結腸および直腸のポリープ、リンパ腫、メッケル憩室、紫斑が腸壁に及んだIgA血管炎（ヘノッホ-シェーンライン紫斑病）など。嚢胞性線維症(CF)も危険因子とされる。リンパ組織の肥大要因としてロタウイルスやアデノウイルスなどのウイルス感染が指摘されている。腸管出血性大腸菌や赤痢菌による出血性大腸炎の合併症としてもみられることがある。また、ごく稀にロタウイルスワクチンの副作用として発症することがある。
- 成人

腫瘍が原因になることもある。

## 症状

### 病態

重積部の模式図

回盲部と呼ばれる小腸と大腸の接合部（虫垂の近く）が大腸側に入り込むことが多い。その場合は大腸が巻き込みながら重積部は上に移動してゆき、肝臓の下あたり（右上腹部、右季肋下部）に腫瘤が止まる事が多い。この時に重積した腸管が触れることもある。
重積した腸管は血行不順に陥り、発症24-72時間ほどで不可逆的な壊死を起こし、手術にて壊死した腸管の摘除が必要となる場合もある。

### 症状
嘔吐から始まり、イチゴゼリー状またはトマトケチャップ状の粘血便（下血）が出る。腸管は5分から30分置きに蠕動を繰り返す。重積部分が逆蠕動を起こし、15分から20分間隔で間欠的に激しい腹痛を訴える。小児では間欠的に泣く為、間欠啼泣と呼ばれる。重積部分の血流障害から虚血、壊疽、穿孔へと進展し腹膜炎をおこし敗血症によって死亡することもある。

### 身体所見
右上腹部（右季肋下部）の腫瘤性病変は触診では困難なので、超音波でターゲット（弓矢の的）サインを探すのが重要である。イチゴゼリー状の便や腹部腫瘤が触知されるまで見逃されることが多い。

### 検査所見
腹部超音波検査
重複した腸管が二重丸の的のように見える（ターゲットサイン）。

## 治療
超音波監視下高圧注腸
嘔吐から24時間以内に施行するのが原則である。無麻酔で、しっかり仰臥位で固定しておこなう。30フレンチのフォーレを肛門から直腸に10 cm 挿入して、40 ml の空気を注射器で注入し、フォーレのバルーンをゆっくり膨らませた後、ゆっくりフォーレを引いて、しっかり直腸肛門移行部に固定してから、あらかじめに鉗子でクランプした生理食塩水1000 ml を、120 cm ないし110 cm の高さに固定し、クランプを開放して、超音波監視下で一気に注腸する。
整復中は、決して生理食塩水の高さを下げたり上げたりしてはならないし、決して腹部を手で圧迫してはならない。超音波のプローブの位置は回盲部（右下腹部）に固定して内筒腸管が押し戻される様子をしっかり視る。
回盲部腫瘤の内筒腸管が完全に押し出されたら、臍部にプローブを移動して小腸がハニカム（蜂の巣）状になったのを確認して、フォーレをクランプして注腸を停止する（1分ないし2分で整復できる）。その後、生理食塩水の入った容器をベッド下まで下げて、クランプを解除して、注腸した生理食塩水を出来るだけ回収して、バルーンの空気を抜いてフォーレを抜去する。
開腹手術
嘔吐から24時間以上の場合は原則として開腹手術する。又は、高圧注腸で整復出来なければ開腹手術にて治療する。手術法は、損傷部が断裂するのを防ぐため、引っ張るのではなく肛門側の腸管を両手で握って、内筒腸管を押し出す（ミルキング）。